# Weiße Mangrove
Die Weiße Mangrove (Laguncularia racemosa) ist die einzige Art der Pflanzengattung Laguncularia innerhalb der Familie der Flügelsamengewächse (Combretaceae). Laguncularia racemosa wächst als Mangrovenbaum in Küstengebieten der Tropen und Subtropen Westafrikas, Nord- und Südamerikas. Der Trivialname „Weiße Mangrove“ wird auch für eine Art der Gattung Avicennia verwendet.

## Beschreibung

### Erscheinungsbild und Blatt
Laguncularia racemosa wächst als Baum oder Strauch. Jüngere Pflanzen besitzen eine glatte, ältere eine rissige Borke. Das Wurzelsystem bildet gelegentlich Pneumatophoren (senkrecht nach oben wachsende Atemwurzeln) aus.
Die gegenständig angeordneten Laubblätter sind in Blattstiel und Blattspreite gegliedert. Der Blattstiel besitzt ein Drüsenpaar; die Drüsen sondern eine nektarähnliche Substanz ab. Weitere, mikroskopisch kleine (Salz-?)Drüsen finden sich auf der Blattspreite. Die einfache, elliptische, ganzrandige Blattspreite besitzt ein gerundetes oder ausgerandetes oberes Ende; in Knospenlage ist sie einwärts gerollt. Spaltöffnungen befinden sich auf beiden Seiten der Blattspreite.

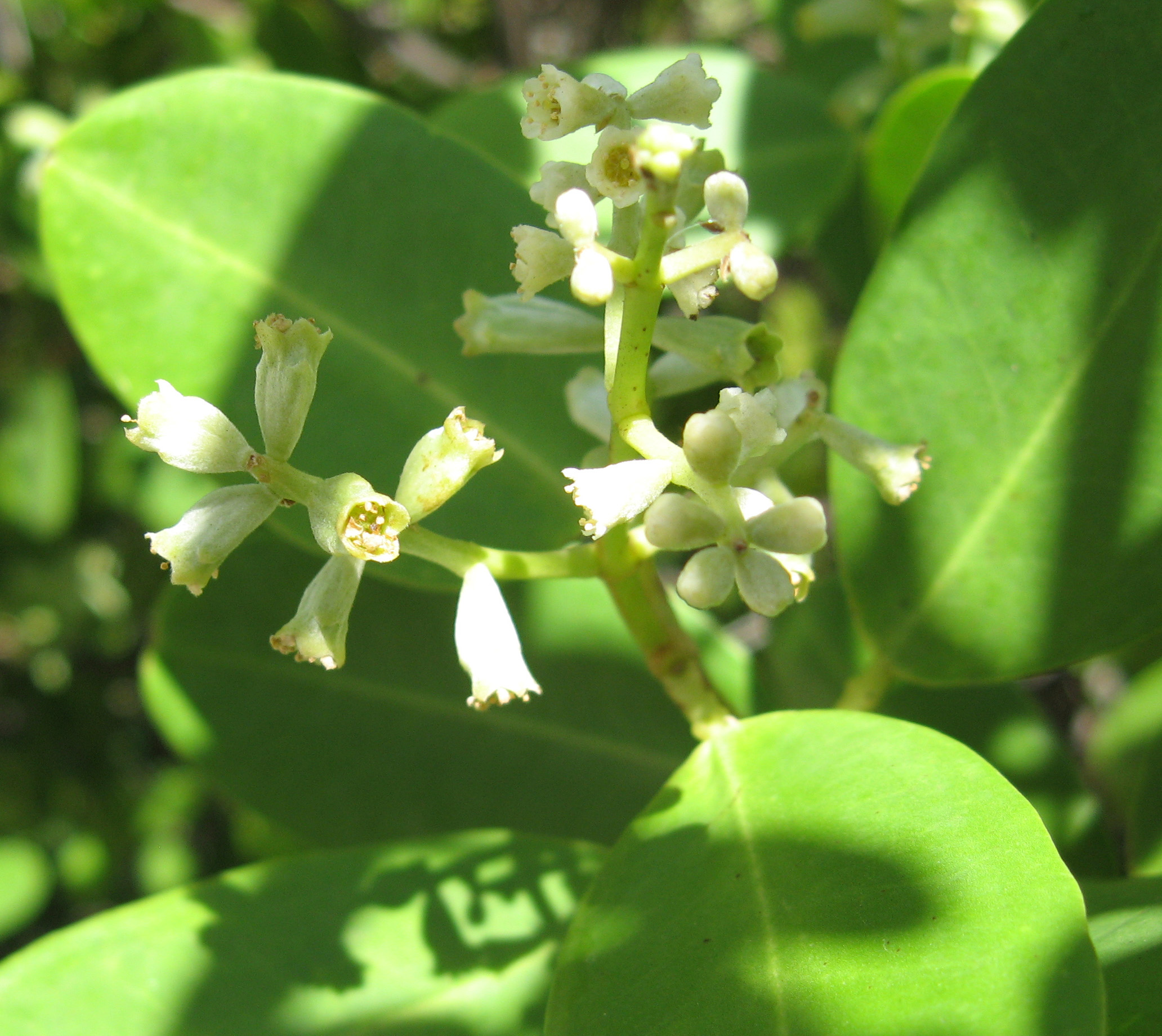
Blütenstand mit Blüten in unterschiedlichen Entwicklungsstadien

### Blütenstand, Blüte und Frucht
Die Blüten sind meist zwittrig, gelegentlich befinden sich in den Blütenständen auch rein männliche Blüten. Manchmal ist Laguncularia racemosa also andromonözisch, selten zweihäusig getrenntgeschlechtig (diözisch). Die ährigen Blütenstände sind end- oder seitenständig. Die relativ kleinen, zwittrigen oder eingeschlechtigen Blüten sind radiärsymmetrisch und fünfzählig mit doppelter Blütenhülle. Die Blüten stehen jeweils über zwei Deckblättern, die unterhalb des becherförmigen Blütenbechers (Hypanthium) etwas verwachsen sind. Oberhalb der verwachsenen Deckblätter befindet sich nur ein kurzes Stück des Blütenbechers. Die männlichen Blüten sind etwa 2 Millimeter und weibliche und zwittrige Blüten sind bis zu 6,5 Millimeter hoch. Es sind fünf Kelchblätter vorhanden. Die fünf Kronblätter sind kurz. Die zehn Staubblätter sind höchstens so lang wie die Blütenkrone. In weiblichen Blüten sind Staminodien vorhanden. Der Fruchtknoten enthält zwei Samenanlagen. Der Griffel ist kurz.
Die Frucht weist eine Länge von 12 bis 20 Millimeter und einen Durchmesser von 4 bis 10 Millimeter auf. Die einsamige Frucht keimt bald nach dem Abwerfen.

## Systematik
Die Erstveröffentlichung erfolgte 1759 unter dem Namen (Basionym) Conocarpus racemosus durch Carl von Linné in Systema Naturae, Editio Decima, 2, S. 930. Die Neukombination zu Laguncularia racemosa (L.) C.F.Gaertn. wurde 1807 durch Carl Friedrich von Gaertner in Supplementum Carpologiae, S. 209, Tafel 217, fig. 3 veröffentlicht und dabei die Gattung Laguncularia C.F.Gaertn. aufgestellt. Weitere Synonyme für Laguncularia racemosa (L.) C.F.Gaertn. sind: Laguncularia obovata Miq., Rhizaeris alba Raf., Schousboea commutata Spreng.
Laguncularia racemosa ist die einzige Art und Typusart der Gattung Laguncularia aus der Tribus Laguncularieae in der Unterfamilie Combretoideae innerhalb der Familie der Combretaceae. Manche Autoren schreiben auch von einer zweiten Art.